# Савари, Луи-Филемон
Луи Филемон Савари (фр. Louis-Philémon Savary; 1654—1727) — французский дипломат и экономист. Сын Жака Савари.
Был священником, представлял интересы Франции при дворе герцогов Мантуи. В 1716 г. после смерти своего брата Жака Савари де Брюлона взялся завершить его труд — «Всеобщий словарь торговли» (фр. «Dictionnaire universel de commerce»). Выпустил этот плод совместной работы в 1723 г., а за оставшиеся четыре года жизни подготовил дополнительный том словаря, опубликованный в 1730 г.

## Публикации
- Jacques Savary des Brûlons,Philémon-Louis Savary. Dictionnaire universel de commerce. — 1723.